# Snead (Alabama)
 Snead, Alabama és una població dels Estats Units a l'estat d'Alabama. Segons el cens del 2000 tenia 748 habitants.

## Demografia
Segons el cens del 2000, Snead tenia 748 habitants, 342 habitatges, i 219 famílies La densitat de població era de 53,1 habitants/km².
Dels 342 habitatges en un 21,3% hi vivien nens de menys de 18 anys, en un 53,8% hi vivien parelles casades, en un 7,3% dones solteres, i en un 35,7% no eren unitats familiars. En el 33% dels habitatges hi vivien persones soles el 17,5% de les quals corresponia a persones de 65 anys o més que vivien soles. El nombre mitjà de persones vivint en cada habitatge era de 2,19 i el nombre mitjà de persones que vivien en cada família era de 2,74.
Per edats la població es repartia de la següent manera: un 18,9% tenia menys de 18 anys, un 6,4% entre 18 i 24, un 24,9% entre 25 i 44, un 26,7% de 45 a 60 i un 23,1% 65 anys o més.
L'edat mediana era de 45 anys. Per cada 100 dones hi havia 81,1 homes. Per cada 100 dones de 18 o més anys hi havia 78,5 homes.
La renda mediana per habitatge era de 25.240 $ i la renda mediana per família de 33.000 $. Els homes tenien una renda mediana de 26.667 $ mentre que les dones 17.188 $. La renda per capita de la població era de 13.822 $. Aproximadament el 6,2% de les famílies i l'11% de la població estaven per davall del llindar de pobresa.

## Poblacions més properes
El següent diagrama mostra les poblacions més properes.